# アレクシオス1世・コムネノス・ガブラス
アレクシオス1世（ギリシャ語: Αλέξιος Α΄, ラテン文字転写: Alexios I, 生年不詳 - 1434年）は、テオドロ公国の君主（在位：1402年 - 1434年）。

## 生涯
ステファノスの子。テオドロ公国の歴代公の中でも著名な君主であり、荒廃した国土の復興に尽力した。その後は領土の拡大に努め、ジェノヴァ共和国の植民都市であるカッファとの衝突につながった。カッファとの戦争は1422年から1433年にかけて様々な形で繰り広げられたが、両者ともに大きな損益を被ることなく終わった。
1434年に死去。長男のアレクシオス2世が公位を継承した。

## 子女
- マリア（英語版） - トレビゾンド皇帝ダヴィドの最初の皇后
- アレクシオス2世（ポーランド語版） - テオドロ公
- ヨハネス（ポーランド語版） - テオドロ公
- イサキオス（ポーランド語版） - テオドロ公

## 参考資料
- Hilmar Schmuck, ed (2011-08-02). Griechischer Biographischer Index (Reprint ed.). Walter de Gruyter. ISBN 978-3110950021

| スタブアイコン | サブスタブ | この項目は、まだ閲覧者の調べものの参照としては役立たない、人物に関連した書きかけの項目です。この項目を加筆・訂正などしてくださる協力者を求めています（P:人物伝/PJ:人物伝）。 |